# Пойнт-Пілі (національний парк)
Національний парк Пойнт-Пілі ( [ˈpiːliː] ;англ. Point Pelee National Park фр. Parc national de la Pointe-Pelée   ) — національний парк в окрузі Ессекс на південному заході Онтаріо, Канада, де він тягнеться до озера Ері. Слово pelée по-французьки означає «лисий». Пойнт-Пілі складається з півострова суші, в основному з боліт і лісів, який звужується до гострої точки, виступаючи в озеро Ері в напрямку острова Міддл. Острів Міддл, який також є частиною національного парку Пойнт-Пілі та розташований на північ від канадсько-американського кордону в озері Ері, був придбаний у 2000 році. Пойнт-Пілі є найпівденнішою точкою материкової Канади і розташований на геологічній основі з льодовикового піску, мулу та гравію, що врізається в озеро Ері. Ця коса суші завдовжки трохи більша семи кілометрів та 4,5 км завширшки у північній основі. Заснований у 1918 році, Пойнт-Пілі був першим національним парком у Канаді, створеним для охорони природи. 27 травня 1987 року його було визначено Рамсарською територією.

## Історія
Аборигени жили на Пойнт-Пілі за багато років до європейської колонізації, починаючи принаймні з 6000 років. Вважається, що найбільша археологічна стоянка, розкопана на Пойнт-Пілі, була замешкана між 700 і 900 роками нашої ери.
Назву району дали отці Дольєр і Ґаліне, коли вони проходили через цей район у 1670 році.
Наприкінці 1700-х років британські військово-морські резерви заготовляли тут сосну Веймута для будівництва кораблів. У 1790 році заступник індіанського агента Олександр Маккі уклав угоду з громадами аборигенів, згідно з якою Короні передали велику ділянку землі, яка включала Пойнт-Пілі. Колдвеллська перша нація чіппева, яка населяла Пойнт-Пілі, не була підписантами цього договору. Однак Корона не усвідомлювала цього, і їхню землю все ж віддали. Згодом вони були вигнані зі своєї землі, і Пойнт-Пілі залишається неповерненою землею аборигенів. Це було публічно визнано Департаментом у справах індіанців і півночі Канади.
Ще до створення парку був створений Орнітологічний клуб Великих озер, який вивчав міграцію птахів. Один із членів, Персі А. Тавернер і перший канадський орнітолог домініону, рекомендував зробити Пойнт-Пілі національним парком у 1915 році. Джек Майнер також наполягав на створенні парку на той час. Пойнт-Пілі було створено у статусі національного парку в 1918 році за наполяганням орнітологів і мисливців. Промислове рибальство в парку тривало до 1969 року. Пойнт-Пілі був єдиним канадським національним парком, де дозволялось полювання, доки полювання на качок не припинилося в 1989 році. Французькі дослідники назвали це місце «Pointe-Pelée» (що означає «лисина»), оскільки східна сторона була кам'янистою та не мала дерев.
У 2006 році Пойнт-Пілі був визнаний заповідником темного неба, став першим канадським національним парком, який був визначений таким. У березні 2006 року сильний вітер викликав хвилі, які розмили піщану косу, і все, що залишилося на південному виступі — це дерев'яна платформа. У жовтні 2007 року рівень озера Ері впав настільки, що знову з'явилося загострене піщане закінчення, яке простягалося щонайменше на кілометр у воду і щонайменше 7 м завширшки із звивистою формою кривої. З того часу піщане закінчення продовжує зміщуватися, рости довшим або коротшим або навіть тимчасово відділятися з року в рік.

## Географія

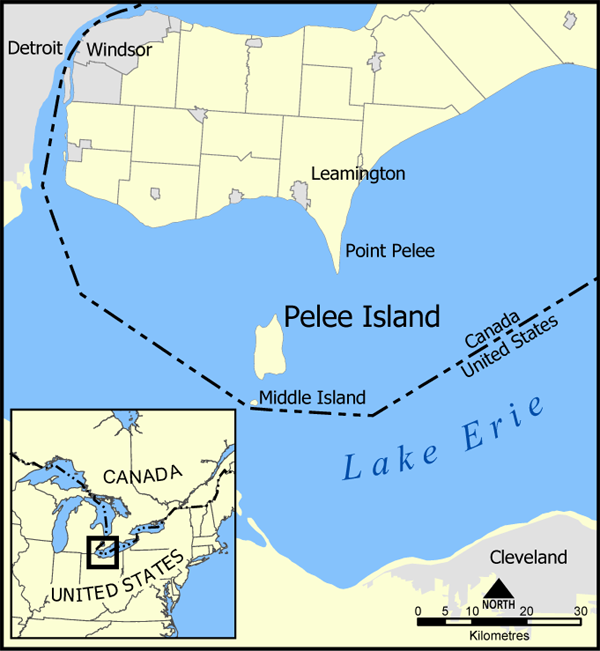
Розташування відносно острова Пілі

Розташований у західній частині низовини Св. Лаврентія, парк розміщеній на піщаній косі, яка простягається до 15 км в озеро Ері і досягає 70 м вшир, з прилеглими лісистими та заболоченими ділянками. З площею лише 1564 га це найменший національний парк Канади. Більша частина парку (приблизно 1113 га, або 70% парку, складається з боліт, зарослих рогозою та озер, хоча ліси також складають значну частину парку, охоплюючи близько 21% парку. На цій піщаній косі переважають ґрунтові рівнини, які утворилися під час останнього льодовикового періоду під час просування та відступу Вісконсонського льодовика на затопленому вапняковому хребті. Коли льодовик танув і відступав на північ, басейн озера Ері почав наповнюватися водою. Рух відкладень змінив берегову лінію, в результаті чого мис Пілі має сучасну трикутну форму. Згодом, протягом століть, утворився тонкий, але багатий ґрунт. Мінеральні ґрунти парку були нанесені на карту, а також водопроникні істпортські піски, які мають незначний профіль розвитку. Болота почали утворюватися приблизно 3200 років тому, відповідно до вуглецевого датування. Це був також той самий час, коли піски почали відкладатися, утворюючи сучасні бар'єри. Болото має замкнуту дренажну систему завдяки тому, що воно розділене двома перегородками зі східної та західної сторони, що зазвичай перешкоджає вільному водообміну. Однак, коли рівень озера вищий, рівень води на болотах коливається разом із рівнем води в озері. Особлива трикутна форма на південній частині Пойнт-Пілі спричинена зближенням цих двох бар'єрів (ця коса або вершина є найпівденнішою точкою канадського материка). Острів Міддл, який розташований на південь від півострова Пойнт-Пілі, має площу приблизно 18,5 га і є найпівденнішою точкою Канади. Практично весь Мідл-Айленд вкритий лісом.

### Флора і фауна

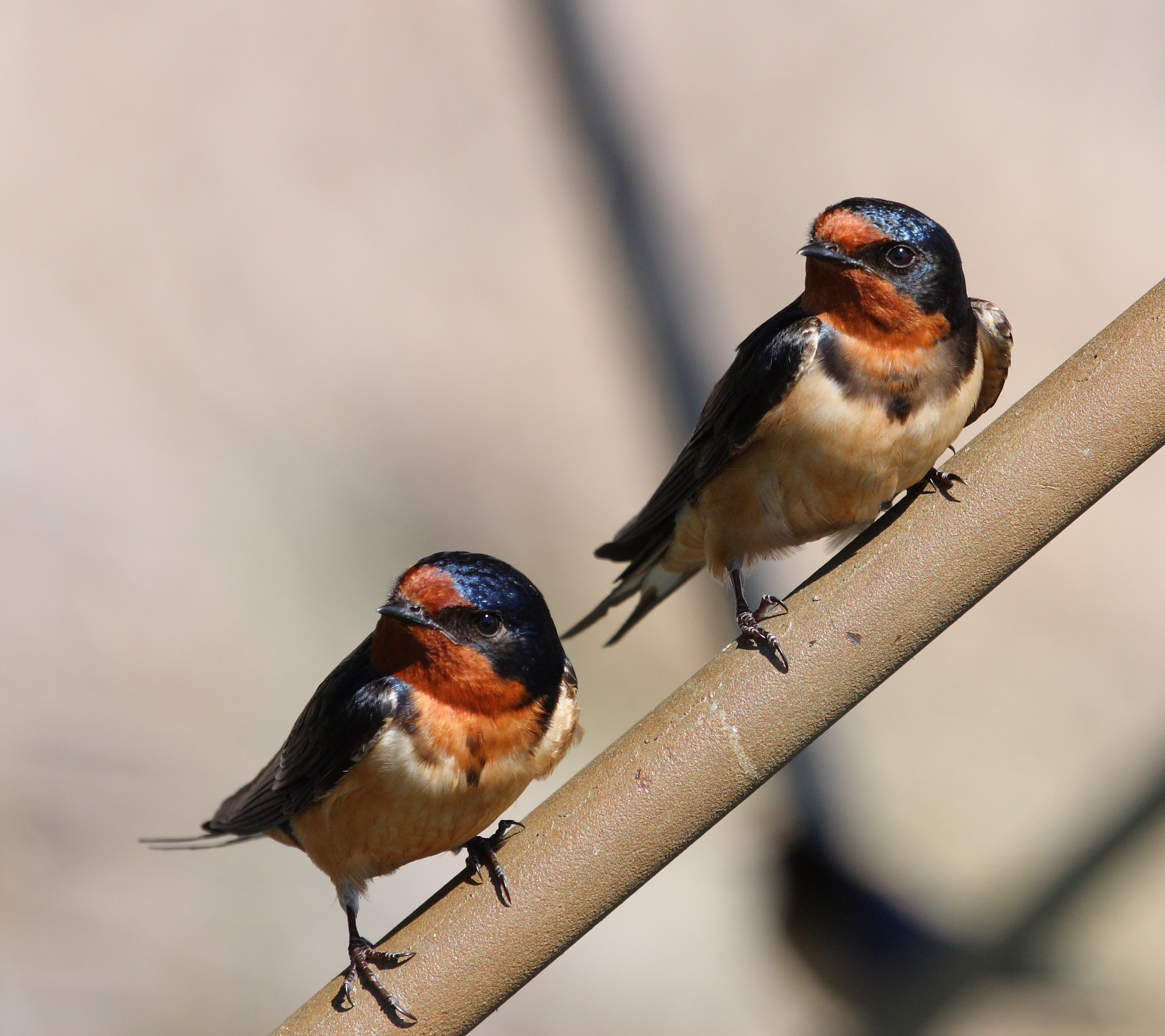
Ластівка сільська (Hirundo rustica) у Національному парку Пойнт-Пілі

Завдяки своєму південному розташуванню та пом'якшувальному впливу озера Ері клімат у парку дещо тепліший, ніж у решті Канади, і багато видів каролінської флори і фауни, які є рідкісними для Канади, трапляються тут. Приклади включають полоза-лиса та п'ятилінійного сцинка. Через його розташування на перехресті дох основних міграційних шляхів у парку було зареєстровано близько 347—360 різних видів перелітних птахів, а понад 100 видів залишаються тут для розмноження. Ця загальна кількість включає 102 види водоплавних і берегових птахів. У списку 100 найкращих місць для спостереження за птахами Домініка Кузенса Пойнт-Пілі посідає 66 місце. Койоти і куниці також живуть у цьому парку. Багато видів каролінських квітів, рідкісних для Канади, трапляються в межах парку. Пойнт-Пілі має п'ять різних середовищ існування: пляж, туєві зарості, савана, сухий ліс, вологий ліс і прісноводне болото. У парку зареєстровано понад 750 місцевих видів рослин, з цих 8 видів вважаються рідкісними, зникаючими або такими, що перебувають під загрозою зникнення в Канаді. Неподалік від острова Пойнт-Пілі розташований Міддл-Айленд, який у провінції вважається територією природного та наукового інтересу (ANSI) через унікальні та рідкісні комплекси рослин і тварин. Міддл-Айленд є домом для рослин і тварин, характерних для каролінської екозони, з яких дев'ять видів знаходяться під загрозою. Різноманітність рослинності на болоті найвища по краю болотних водойм і в перехідних зонах між наземними середовищами і болотом. На болоті домінують чотири різні рослинні угруповання.

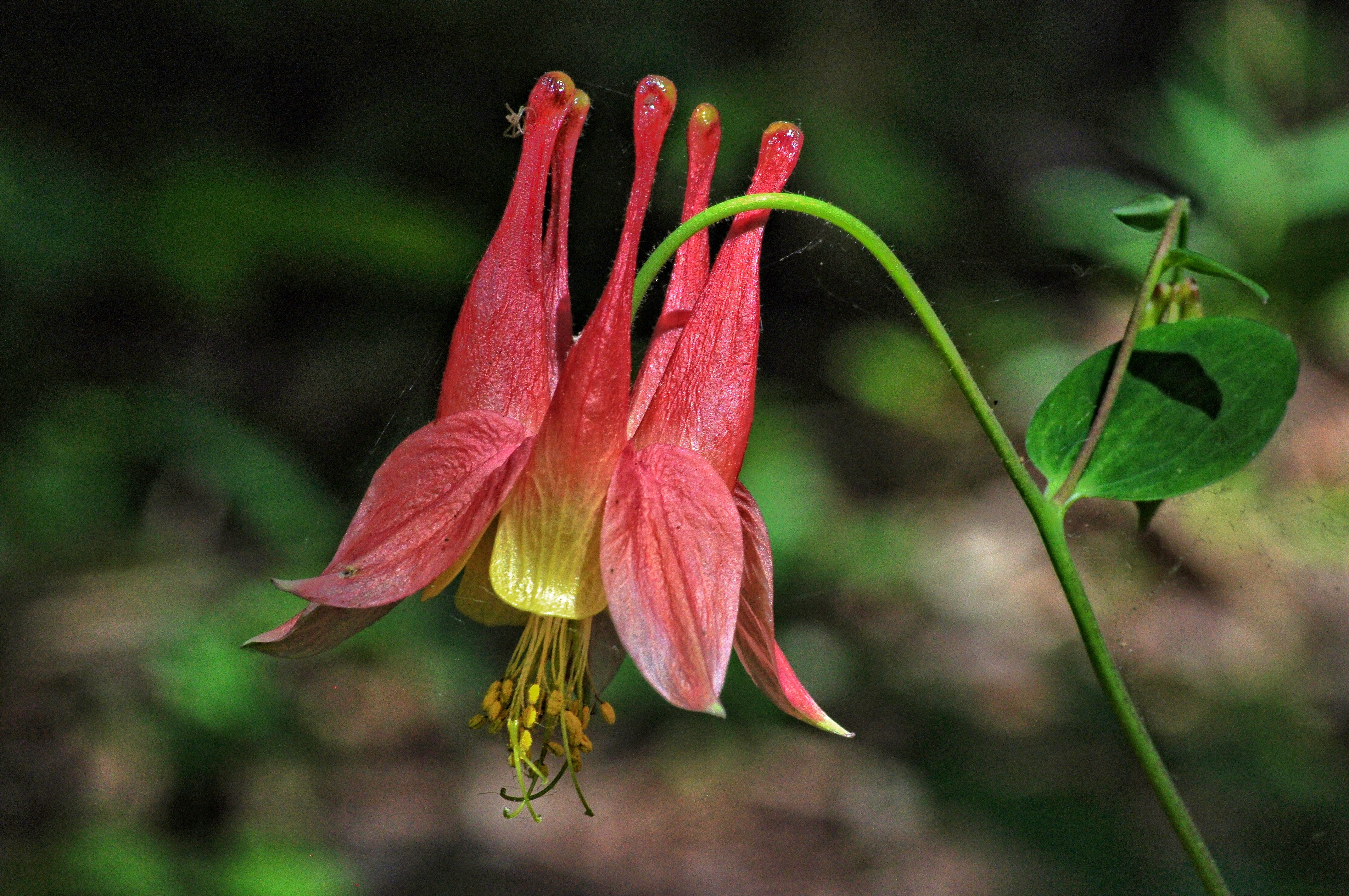
Цвіт Aquilegia canadensis, характерного виду для Пойнт-Пілі

## Клімат
Пойнт-Пілі має вологий континентальний клімат (Dfa за кліматичною класифікацією Кеппена) з теплим вологим літом і холодною зимою, який змінюється навколишніми водами озера Ері. Він розташований у зоні, яка характеризується мінливою погодою через конфлікт між полярними та тропічними повітряними масами. Його розташування в озері Ері змінює його клімат, що призводить до більш теплих температур взимку та восени порівняно з внутрішніми регіонами, оскільки озеро охолоджується повільніше, ніж навколишня суша, хоча навесні температура залишається нижчою, ніж у внутрішніх районах, через те, що суша нагрівається швидше, ніж озеро.
Зими холодні із середньою температурою січня −3,9 °C (25,0 °F). Завдяки своєму розташуванню в озері Ері зимові температури вищі, ніж у внутрішніх місцях на подібній широті через виділення тепла, накопиченого озером. В результаті температура нижче −20 °C (−4,0 °F) трапляються рідко, лише 1,9 дня, коли температура досягає або падає нижче −20 °C (−4,0 °F).  Максимальна температура зазвичай тримається нижче точки замерзання протягом більшості днів, хоча час від часу можуть виникати невеликі проміжки теплої погоди. Парк отримує 98,9 см снігопадів на рік і є 30,6 днів з суцільним сніговим покривом. Парк не розташований у сніговій смузі, і сніговий покрив взимку тримається з перервами.
Літо тепле та вологе з найтеплішим місяцем липнем і середньою температрурою 22,4 °C (72,3 °F), що є одним з найвищих в Онтаріо. Навколишнє озеро знижує температуру влітку, охолоджуючи потік теплих повітряних мас, що надходять із Мексиканської затоки, і, як наслідок, температура вище 30 °C (86,0 °F) зустрічаються рідко, лише 4–8 днів на рік. 

## Вплив людини

### Розвиток
З регіональної точки зору парк ізольований від інших природних зон, оскільки в окрузі Ессекс менше 6% місцевого лісового покриву та 3% водно-болотних угідь залишаються недоторканими. Велика частина території (97% її) була змінена та в основному перетворена на сільськогосподарські угіддя, промислові зони або житлову забудову. Він також розташований відносно близько до значної урбаністичної агломерації району Віндзор-Детройт.

## Спостереження за птахами
Він утворює найпівденнішу точку материкової Канади (її широта така ж, як і найпівнічніших округів Каліфорнії) і є частиною міграційного коридору птахів і метеликів над озером Ері через Пойнт-Пілі та острови озера Ері. У парку зареєстровано понад 360 видів птахів. Піковий час для міграції птахів — весна, особливо травень, коли втомлені мігранти вперше сідають на сушу після своєї подорожі на північ через озеро.
Багато любителів спостереження за птахами з Північної Америки та з-за кордону відвідують парк у травні, часто зупиняючись у сусідньому місті Лімінґтон. Одна з приваб, окрім величезної кількості та різноманіття птахів, які пролітають під час міграції, це можливість побачити більше видів, що гніздяться на півночі, таких як рідкісні піснярі, перш ніж вони мігрують далі.

## Випадки

### Болотна пожежа в березні 2017 року
29 березня 2017 року на болотах Пойнт-Пілі спалахнула пожежа, яка спричинила знищення понад 125 га боліт. Пожежа тривала 15 годин і погасла природним шляхом завдяки дощу наступного дня.

### Вшанування пам'яті
Національний парк Пойнт-Пілі був зображений на поштовій марці високої вартості ($5), випущеній у 1983 році в рамках серії на честь національних парків. Парк з'явився на марці, випущеній 15 січня 2018 року, номіналом 1,20 долара. Випуск приурочений до сторіччя парку та є частиною набору з дев'ятьох марок, на якому зображені мальовничі види країни.

## Зображення

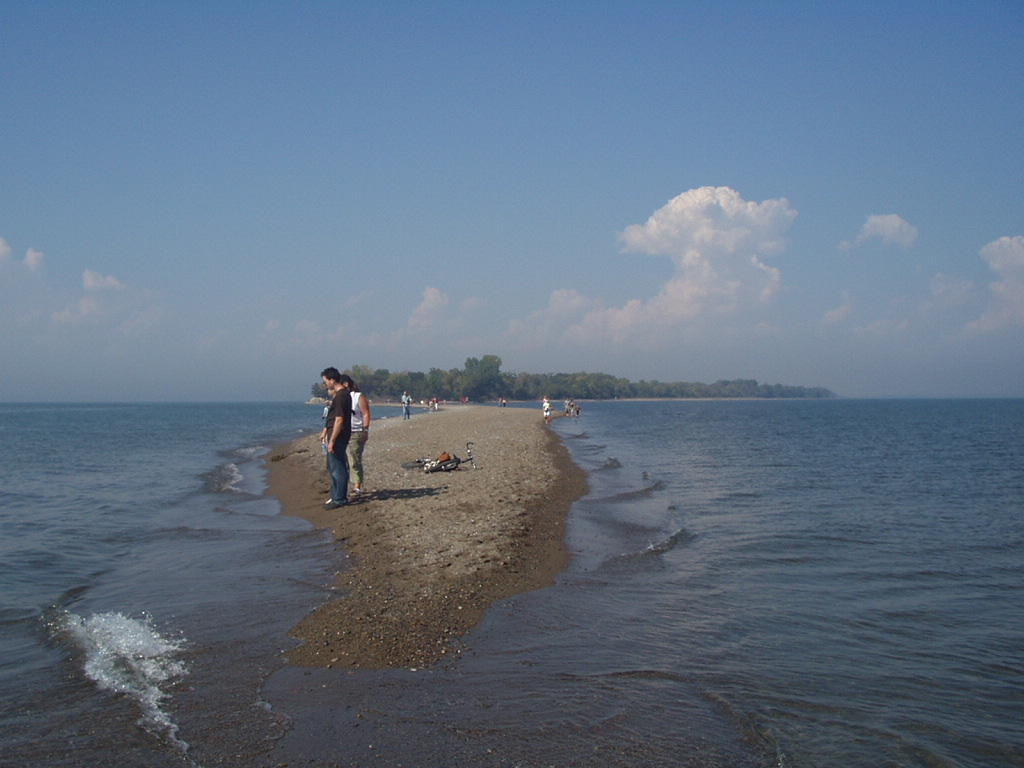
Кінець Пойнт-Пілі, вигляд на північ, 2007 рік
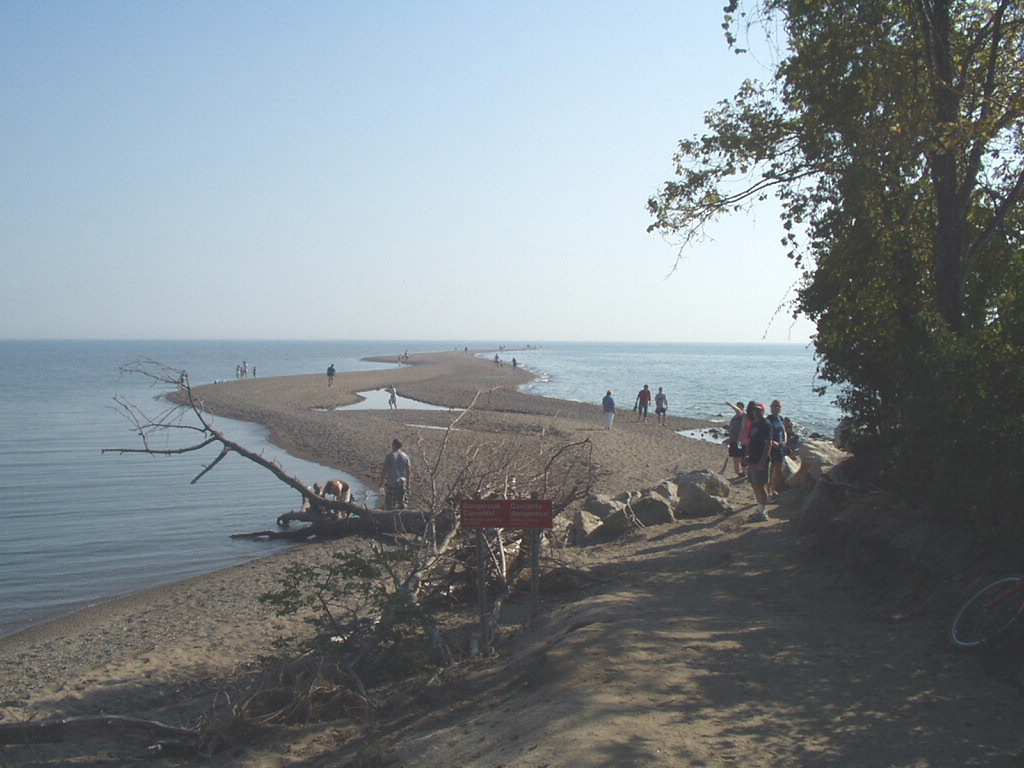
Кінець Пойнт-Пілі, вигляд на південь, 2007 рік
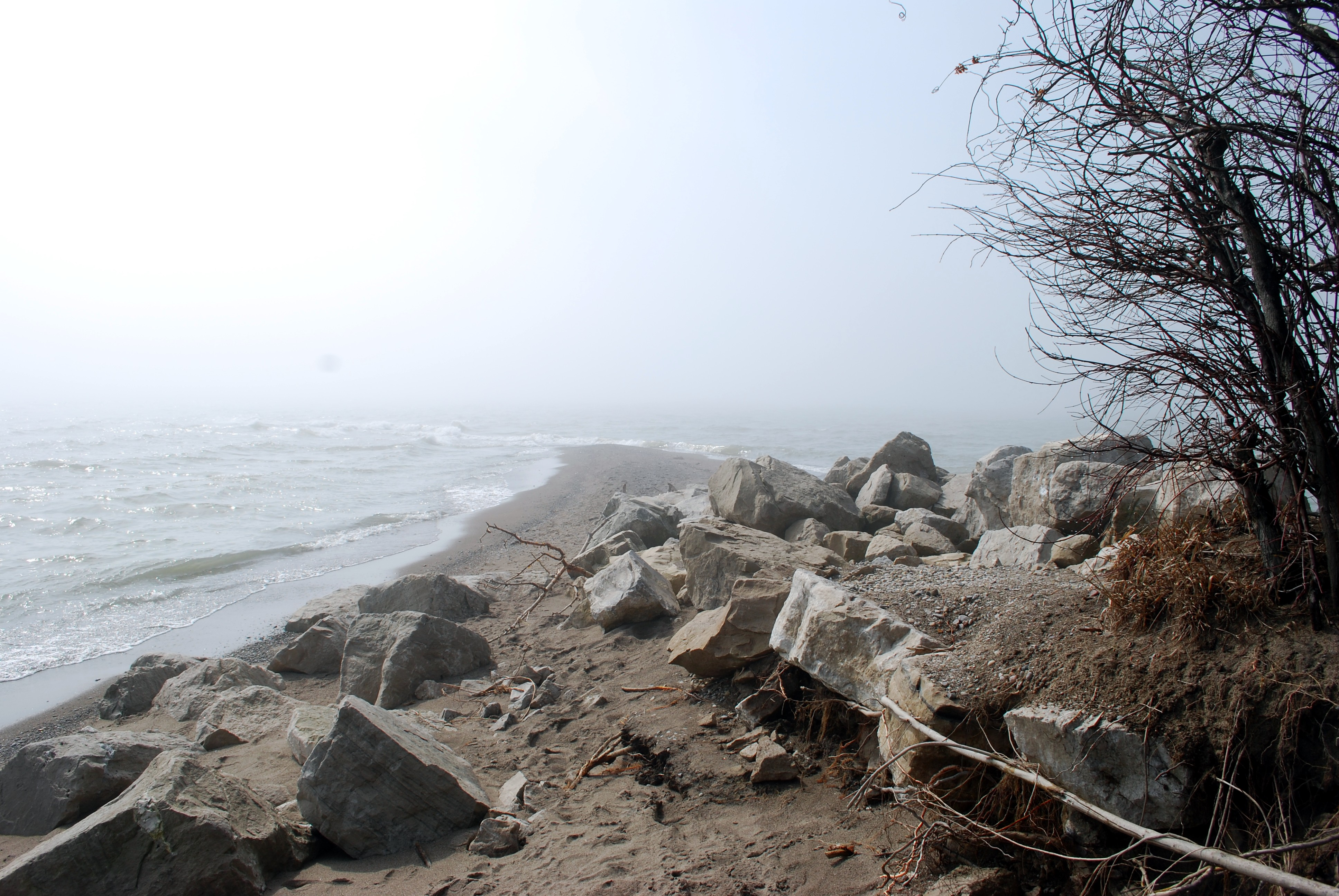
Пойнт-Пілі, вигляд на південь, квітень 2008 р
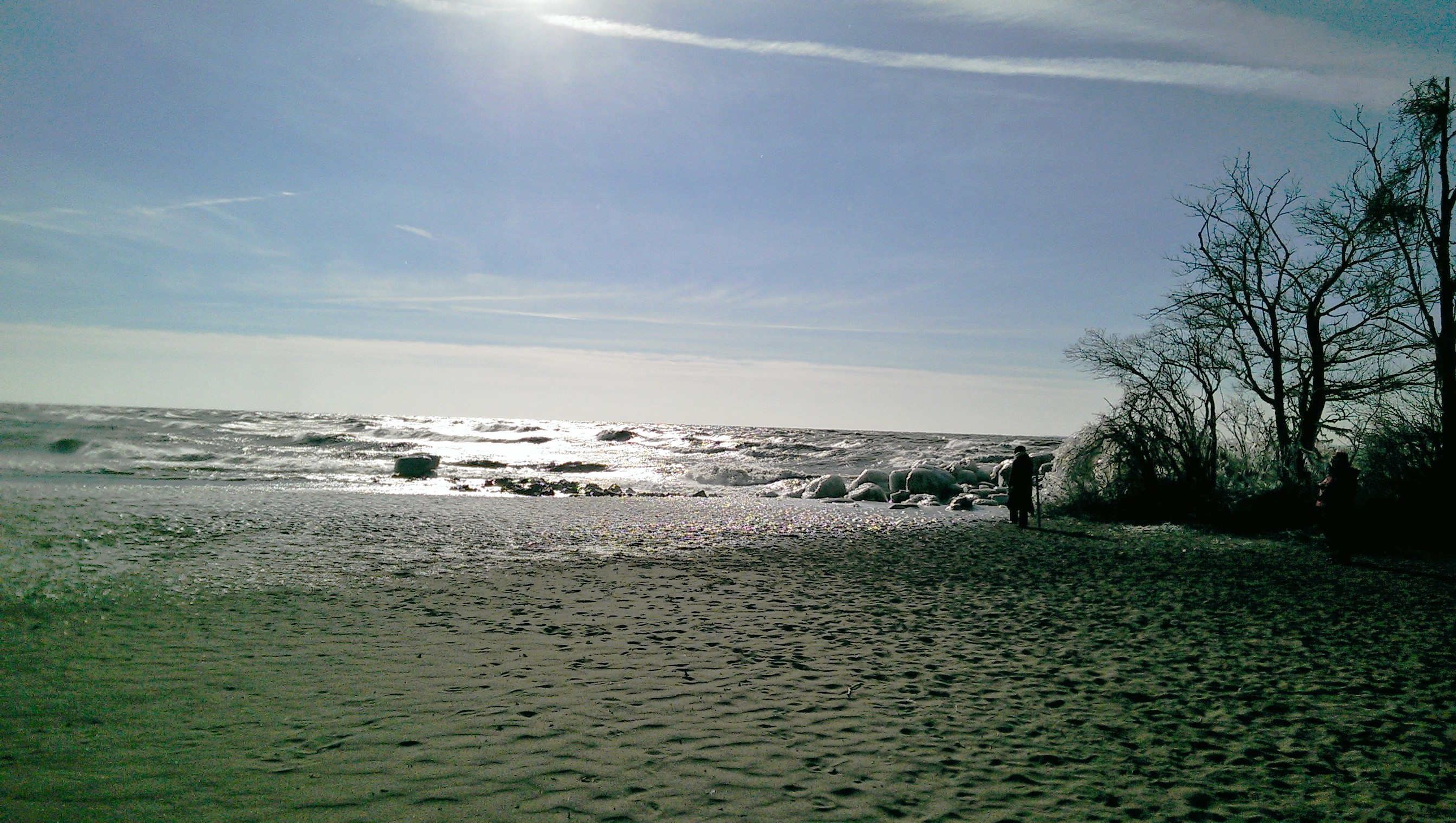
Пойнт-Пілі на південному заході, січень 2015 р
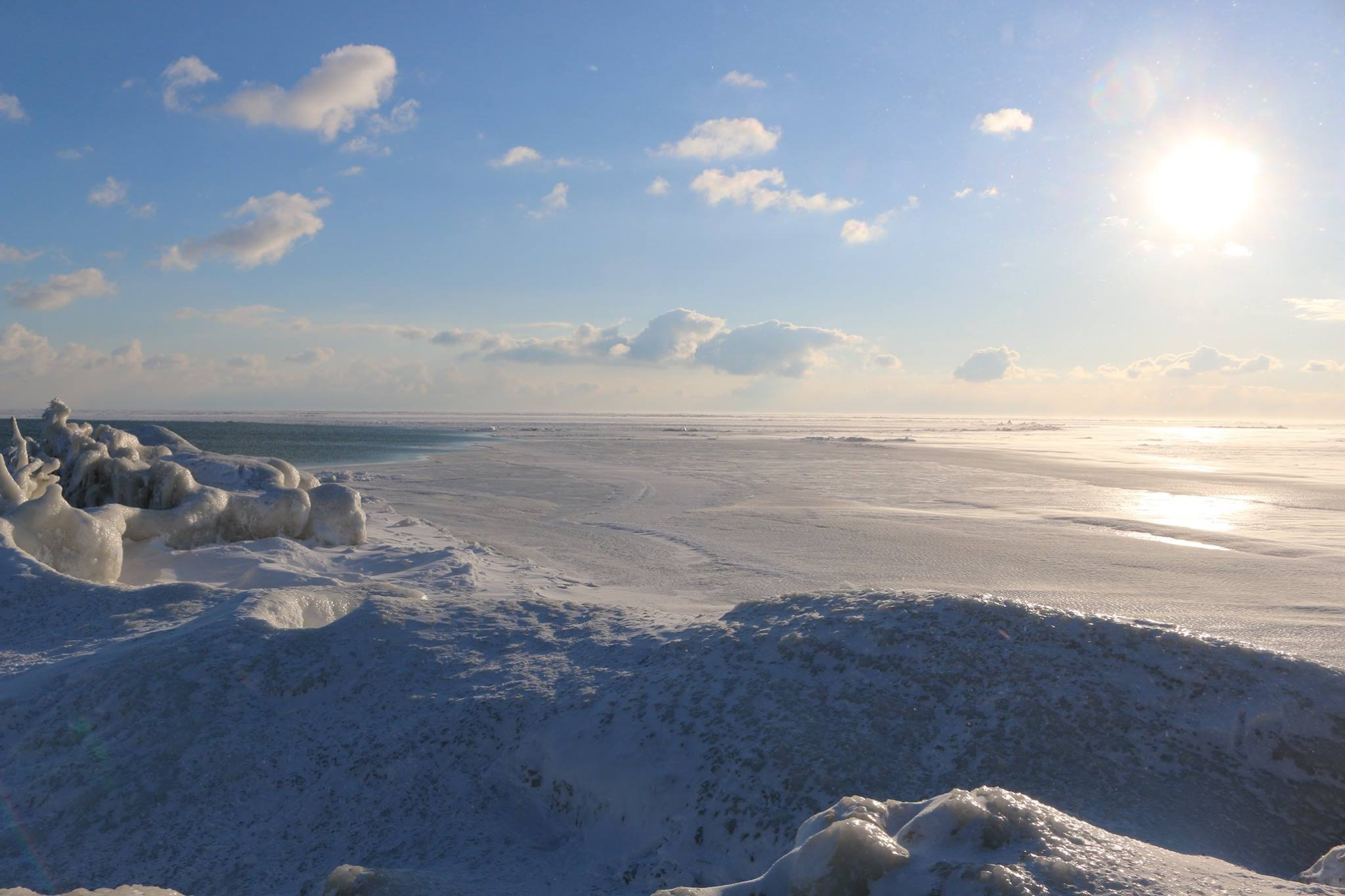
Пойнт-Пілі, вигляд на південний схід, січень 2018 р
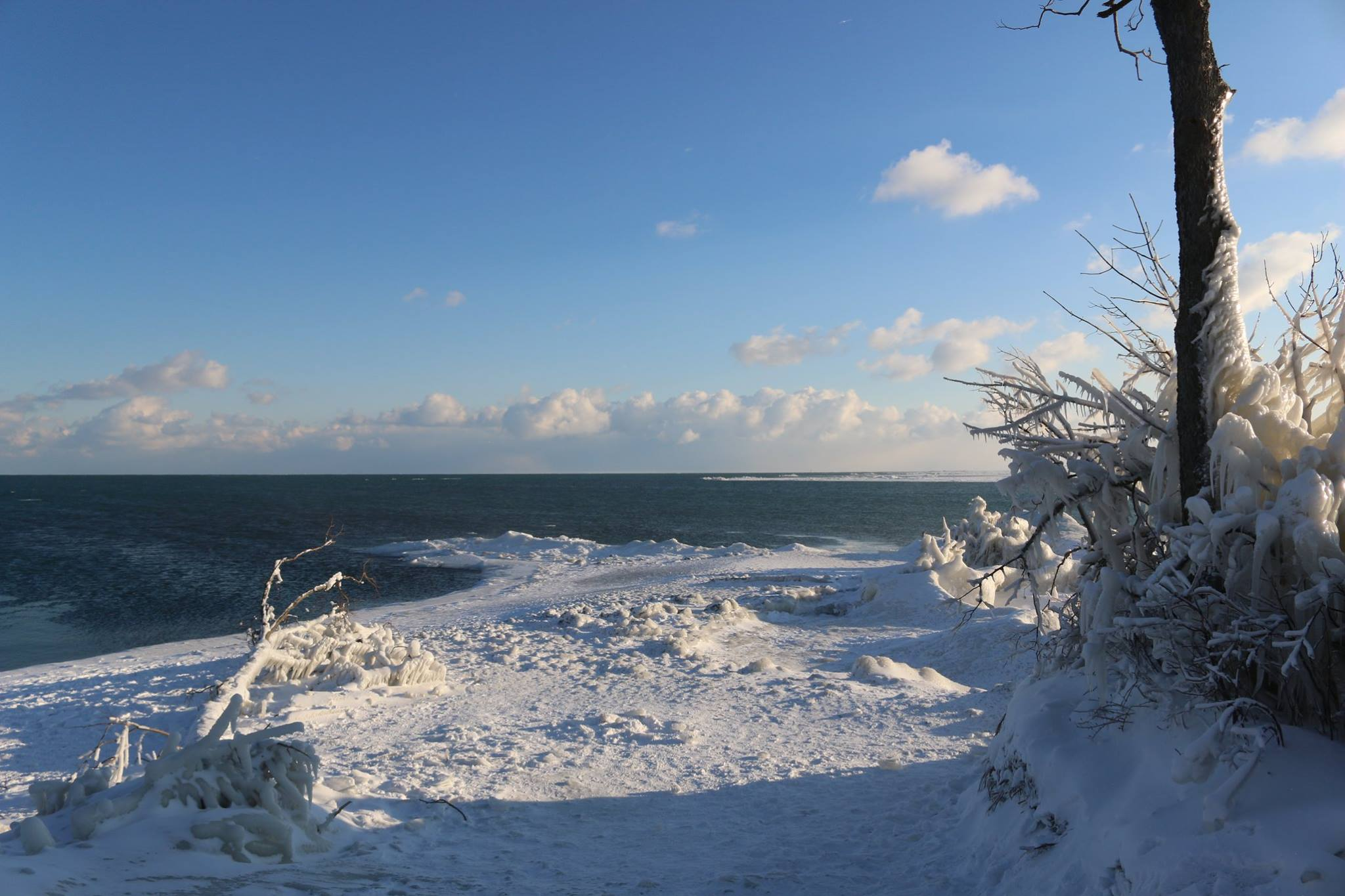
Пойнт-Пілі, вигляд на південь, січень 2018 р
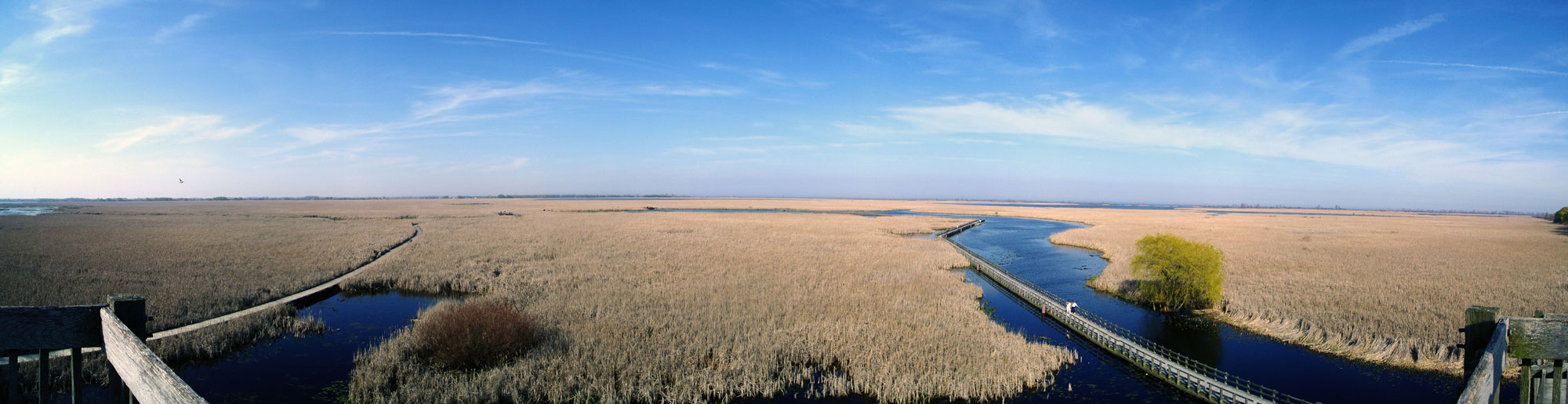
Прогулянка через болото в парку
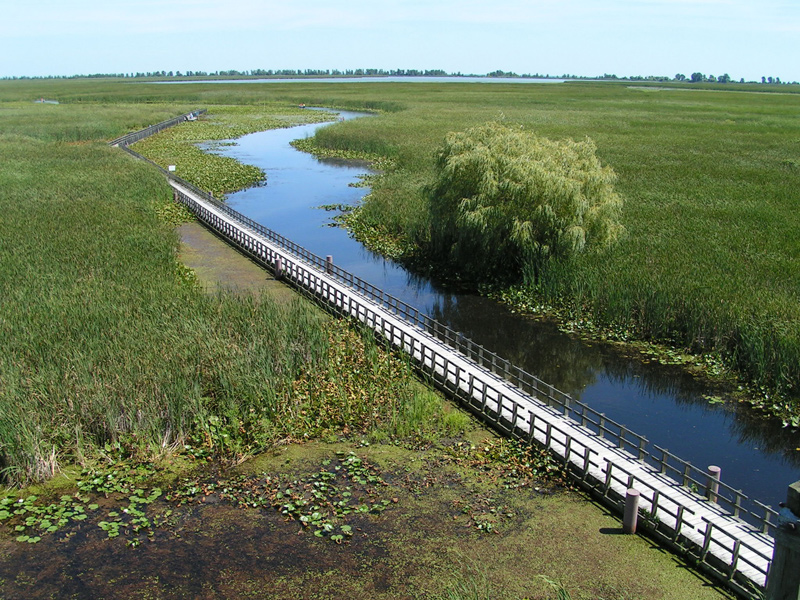
Дерев'яна настильна доріжка, серпень
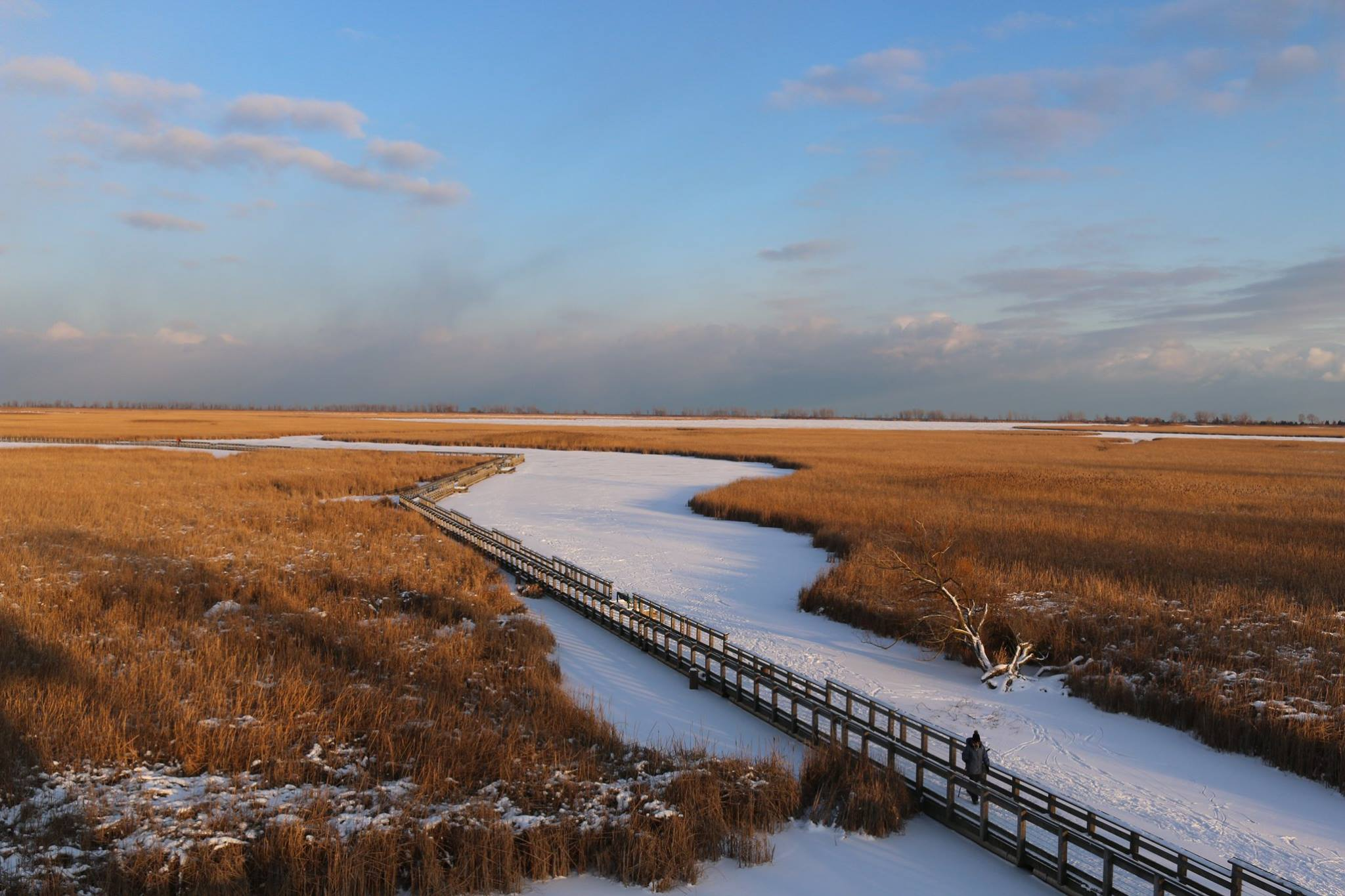
Дерев'яна настильна доріжка, січень
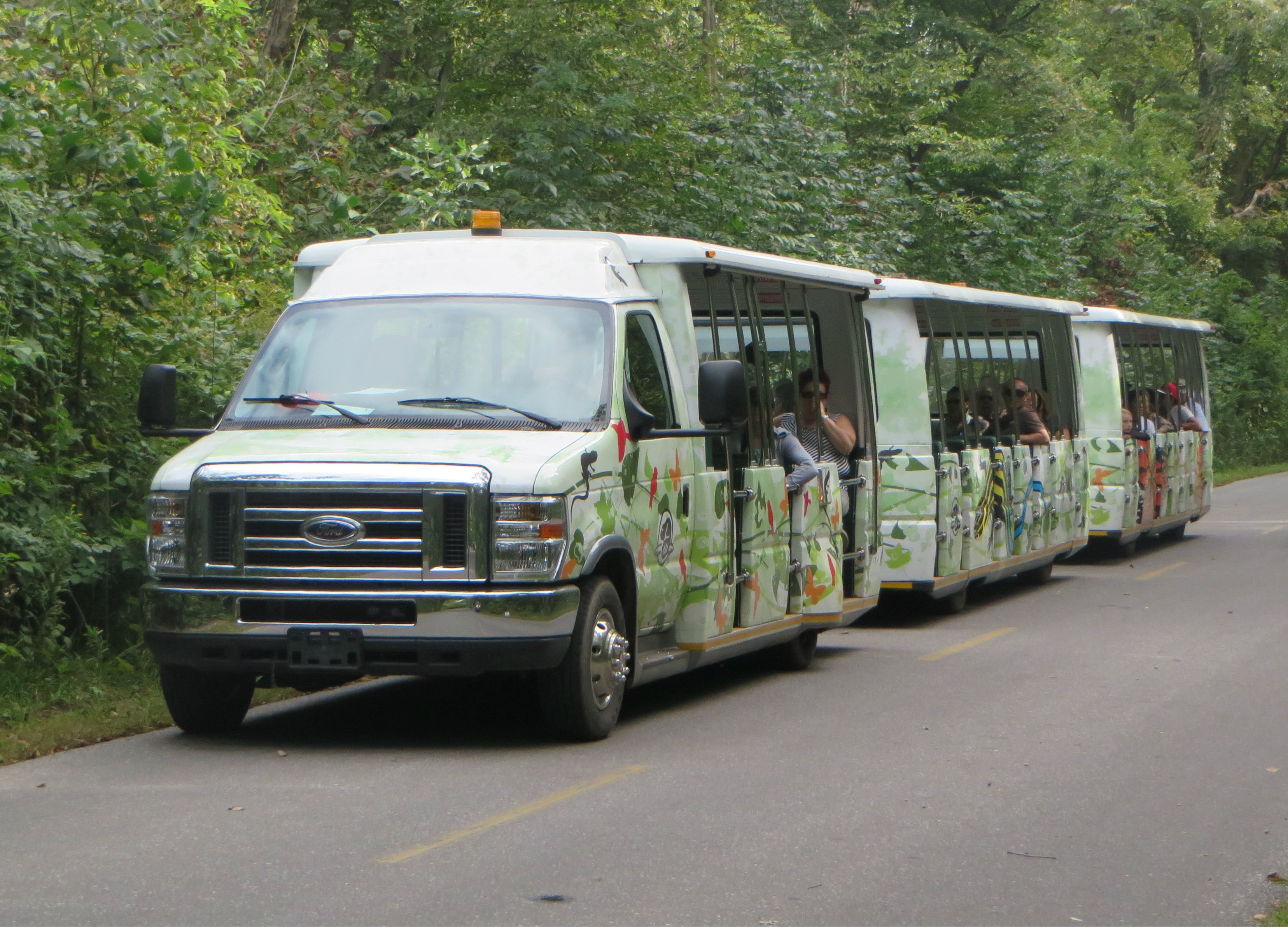
Один із паркових автопоїздів

## Зовнішні посилання
- Офіційний сайт національного парку Пойнт-Пілі
- Стаття про Національний парк Пойнт-Пілі з Канадської енциклопедії

| Прапор Канади | Це незавершена стаття про Канаду. Ви можете допомогти проєкту, виправивши або дописавши її. |